# 케이티 데이
케이티 데이(영어: Katie Dey)는 오스트레일리아의 트랜스젠더 익스페리멘털 팝 음악가이다.

## 경력
데이는 2015년 첫 번째 음반 “Asdfasdf”를 레이블 오키드 테이프스를 통하여 발매하였다. 엘비스 디프레시들리(Elvis Depressedly)의 맥 코스란이 데이의 블로그를 발견한 후, 데이는 오키드 테이프스의 설립자 워런 하일드브랜드의 관심을 끌게 되었다. 피치포크는 그 음반을 10점 만점에 7점으로 평하였다. 2016년, 데이는 조이 보이드라는 레이블에서 두 번째 정규 음반인 “Flood Network”를 발매하였다. 피치포크는 10점 중에서 7.8점을 주었다. 2018년에는 브랙 드레시스의 데이 맥칼리언과 함께 “Some New Form of Life”라는 이름의 컬래버레이션 음반을 발매하였다. 이듬해 5월, 데이는 3집 정규 음반 “Solipsisters”를 런 포 커버 레코드를 통하여 깜짝 발매하였다. 피치포크는 10점 중 7.9점으로 평가하였다.
2020년 7월, 데이는 “Mydata”라는 제목의 네 번째 정규 음반을 발매하였으며, 피치포크는 10점 만점에 7.9, 스테레오검은 이주의 음반으로 선정하였다. 데이는 같은 해 9월 “Some New Form of Life”의 시퀄인 “Magic Fire Brain”을 데비 맥칼리언과 함께 발매하였다. 스테레오검에서는 데이의 전작에 이어 이주의 음반으로 선정하였다. 2021년 1월, “Urdata”라는 제목의 “Mydata”의 리믹스 음반 발매하였다. 해당 리믹스 음반에는 로라 레스, 준 존스, 데이 맥칼리언, 에이다 룩 등이 참여하였다.

## 디스코그래피

### 정규 음반
- asdfasdf (Orchid Tapes, 2015)
- Flood Network (2016, Joy Void)
- solipsisters (2019, Run for Cover)
- Mydata (2020, Run for Cover)

### 리믹스 음반
- Urdata (2021, Run for Cover)

### 컬래버레이션
- Katie Dey/Devi McCallion – Some New Form of Life (2018, self-released)
- Katie Dey/Devi McCallion – Magic Fire Brain (2020, self-released)